# Lazdynai
Lazdynai är en stadsdel i Litauens huvudstad Vilnius, 5 km väster om stadens centrum. Lazdynai ligger 117 meter över havet och antalet invånare är 31 097.